# Rosa zuvandica
Rosa zuvandica (троянда зувандська) — вид рослин з родини трояндових (Rosaceae).

## Опис
Кущ 1.5–2 метри заввишки. Шипи прямі або злегка зігнуті, розташовані парами біля основи листя. Листки у довжину 5–8 см, осі листків укриті залозами і рідкісними волосками; листочків 7, широко еліптичні, 1.2–1.8 × 0.7–1.1 см, верх рідко а низ густо волосистий, поля подвійно-зубчасті. Квітки малі. Квітконіжка розсіяно залозиста. Пелюстки червоні. Плоди (гіпантій) кулясті, видовжені, рідко залозисті.

## Поширення
Вид зростає в Азербайджані.